# آبشار استیونسن
آبشار استیونسن (به انگلیسی: Steavenson Falls) آبشاری است که در استرالیا واقع شده و ارتفاع کلی ریزشگاه آن ۱۲۲ متر (۴۰۰ فوت) است.